# 天主教麥德林總教區
天主教麥德林總教區（拉丁語：Archidioecesis Medellensis），是哥倫比亞一个羅馬天主教教省总教区，位於第二大城市麥德林。成立於1868年2月14日，1902年2月24日升為總教區。
總教區包括安提奧基亞省七市，下轄四個教區。2004年有2,625,494教友（佔轄區總人口87.1%）、301個堂區、909名司鐸。現任總主教為里卡尔多·安东尼奥·莱斯特莱普。